# Weissia occulta
Weissia occulta là một loài rêu trong họ Pottiaceae. Loài này được Wallr. mô tả khoa học đầu tiên năm 1840.